# Сорочья мухоловка
Сорочья мухоловка (Ficedula westermanni) — вид птиц из семейства мухоловковых. Выделяют восемь подвидов.
Научное название вида дано в честь Герардуса Фредерика Вестермана (1807—1890), голландского зоолога и издателя, а также соучредителя и директора зоологических садов Амстердама в 1843—1890.

## Распространение
Обитают на Индийском субконтиненте и в Юго-Восточной Азии на территории Бангладеш, Бутана, Камбоджи, Индии, Индонезии, Лаоса, Малайзии, Мьянмы, Непала, Филиппин, Таиланда и Вьетнама. Естественной средой обитания являются субтропические или тропические влажные леса, как равнинные, так и горные.

## Описание
Длина тела 11 см, хвост короткий. Самцы чёрные сверху и белые снизу. Самки серые, с чёрным клювом.

## Охранный статус
МСОП присвоил виду охранный статус LC.